# 塞羅帕特納
塞羅帕特納（西班牙語：Cerro Patena），是巴拿馬的城鎮，位於該國西北部，由恩戈貝-布格雷特區的韋西科區負責管轄，面積51.2平方公里，2010年人口1,730，人口密度每平方公里33.8人。